# Niklas Lafrensen
Niklas Lafrensen (den yngre) (eller Nicolas Lavreince på franska), född 30 oktober 1737 i Stockholm, död 6 december 1807 i Stockholm, var en svensk genre- och miniatyrmålare.

## Biografi
Niklas Lafrensen var son till målaren Niklas Lafrensen den äldre och Magdalena Stuur. Fadern var en skicklig miniatyrporträttmålare och Lafrensen fick sin tidigaste utbildning av honom. Åren 1762–1769 vistades han i Paris. År 1773 kallades han till kunglig hovminiatyrmålare och ledamot av Målare- och bildhuggareakademin. 
Han sägs ha blivit förbittrad över att blivit förbigången vid tillsättningen av en professorsplats, och att det var orsaken till att han 1774 lämnade Sverige och åter slog sig ned i Paris. Där var han under 17 års tid verksam som konstnär under namnet Lavreince. År 1791 tvingades Lafrensen lämna Frankrike i samband med revolutionen och kom hem till Sverige och hann måla ett porträtt av Gustav III kort före dennes död. Under senare delen av sitt liv var Lafrensen sparsam i sin produktion.
Förutom miniatyrer målade Lafrensen mestadels gouacher. Lafrensen är representerad på en mängd svenska och utländska museer; bland annat finns ett tiotal av hans verk på Louvren. Nationalmuseum äger omkring 50 av hans miniatyrer samt 13 gouacher, bland annat Tre damer som musicerar, Musicerande herrar och damer i landskap och Kortspelande damer. Han är även representerad vid Uppsala universitetsbibliotek, Östergötlands museum och Göteborgs konstmuseum.
Oscar Levertin utgav 1899 en konsthistorisk studie om Niclas Lafrensen d.y. och förbindelserna mellan svensk och fransk målarkonst på 1700-talet. 

## Verk

Porträtt av Gustav III.
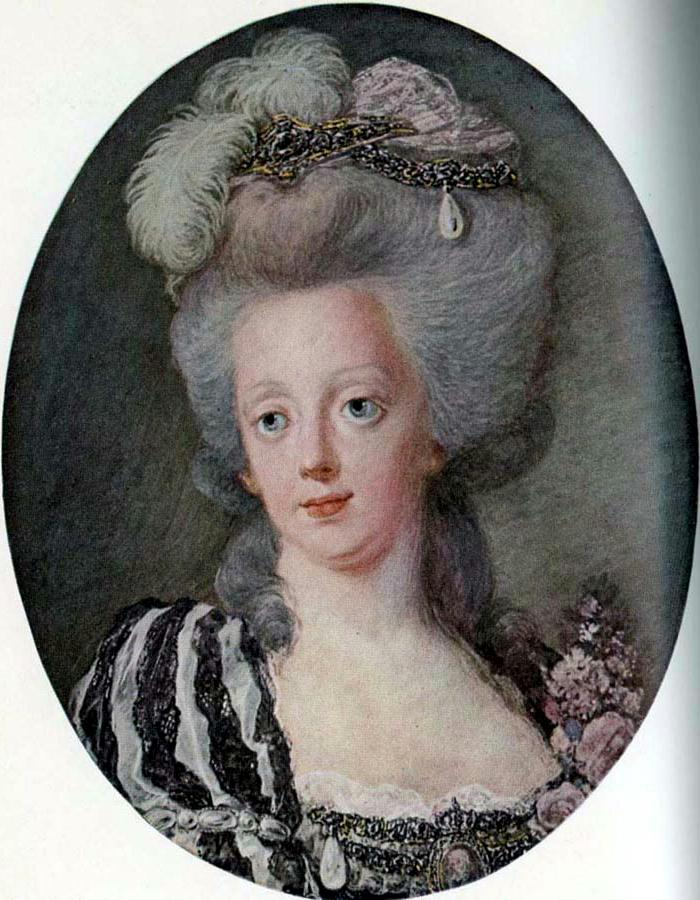
Porträtt av Sofia Magdalena (ca 1792).
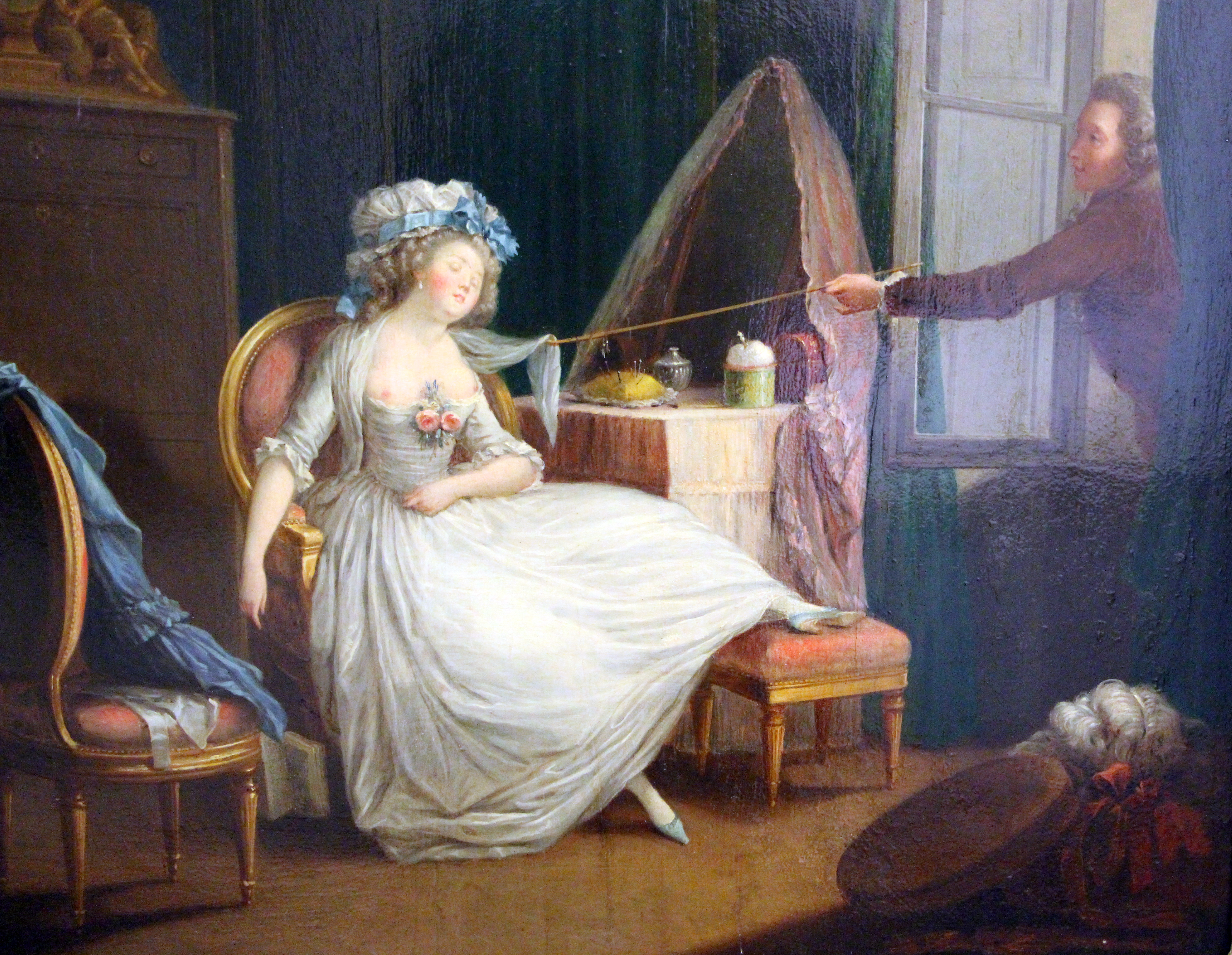
Frivol kärlek (ca 1780).
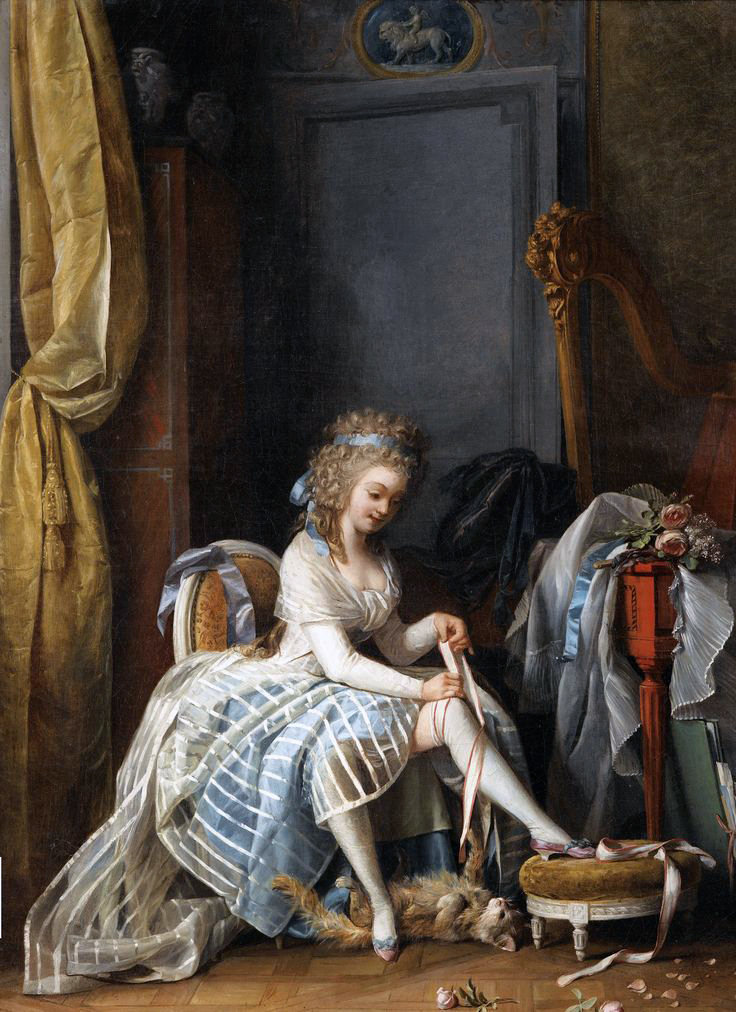
Ung kvinna som klär på sig (ca 1780).
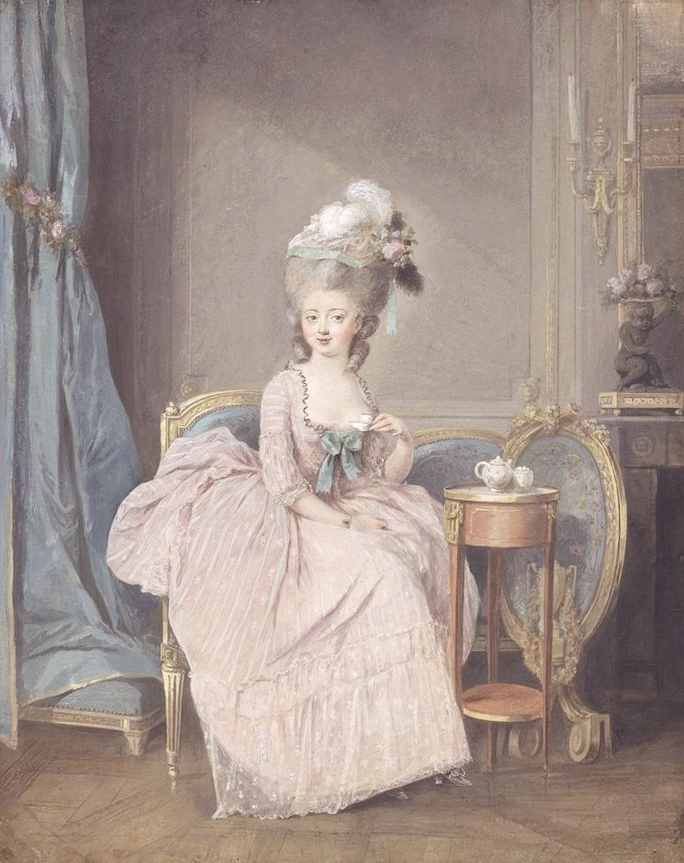
Porträtt av en dam drickande te.